# Blancs zimbabwéens
 (juin 2020).
Si vous disposez d'ouvrages ou d'articles de référence ou si vous connaissez des sites web de qualité traitant du thème abordé ici, merci de compléter l'article en donnant les références utiles à sa vérifiabilité et en les liant à la section « Notes et références ».
Les Blancs zimbabwéens (aussi appelés Rhodésiens ou Rhodies) sont des populations blanches d'ascendance européenne, natives de Rhodésie et du Zimbabwe.
Vivant principalement au Zimbabwe, ces populations se distinguent des Afrikaners et des blancs namibiens par leur origine très majoritairement issu des îles britanniques. On y rattache aussi les portugais originaires d'Angola et du Mozambique, les Grecs et les sud-africains blancs établis en Rhodésie puis au Zimbabwe. 
Depuis les années 80, une majorité de ces blancs zimbabwéens a émigré (en Afrique du Sud et en Australie, dans la région de Perth notamment) sans pour autant rompre totalement avec leur pays d'origine.

## Étymologie
Le terme vient de la Rhodésie, ex-colonie britannique située en Afrique australe. Ce territoire fut temporairement divisé en deux colonies : la Rhodésie du Nord (actuelle Zambie) et la Rhodésie du Sud (actuel Zimbabwe). La Rhodésie fut également un État indépendant de 1965 à 1979.
Le nom de Rhodésie rend hommage à Cecil Rhodes, homme d'affaires et politicien britannique.

## Historique
La Rhodésie du Sud est fondée en 1923 par des colons originaires du Royaume-Uni. À partir de cette date, la région devient donc une colonie britannique et des zones de peuplement européen y sont établies. Bien que la colonie est encore officiellement non raciale, le droit de vote se fonde sur la citoyenneté britannique et les revenus annuels, des conditions que très peu de Noirs peuvent remplir.
Dans les années 1930, un régime ségrégationniste est officiellement instauré avec la Loi de répartition des terres (Land Apportionnement Act) alors qu’en 1934, une loi établit une législation sociale ségrégationniste interdisant aux populations noires le droit d'exercer certaines professions ou de s'implanter dans les zones dites "blanches". 

Premier Drapeau de Rhodésie (1964-1968), conservé lors de l'indépendance en 1965 et abandonné en 1968.

Second drapeau de la Rhodésie, utilisé de 1968 jusqu'à la disparition du pays en 1979.

La colonie est membre de la Fédération de Rhodésie et du Nyassaland de 1953 à 1964, date où elle devient la seule Rhodésie (la Rhodésie du Nord étant devenue indépendante sous le nom de "Zambie"). En 1965, Ian Smith proclame l'indépendance de la Rhodésie. Ce pays s'érigera en république en 1970 et disparaîtra en juin 1979 pour laisser place au Zimbabwe-Rhodésie, pays qui sera dissous à son tour en décembre de la même année pour redevenir une colonie britannique appelée "Rhodésie du Sud". Le 17 avril 1980, la Rhodésie du Sud disparaît définitivement au profit du Zimbabwe, nouvel État indépendant.

### Ère Mugabe
Depuis la prise du pouvoir par Robert Mugabe, le Zimbabwe est une dictature. Les Blancs, qui possédaient autrefois la majorité des terres agricoles se les sont vues confisquées par le parti ZANU-PF qui a mis en place une réforme agraire et discriminatoire. Les Rhodésiens se sont aussi fait expulser de leurs fermes.

## Démographie et géographie
Les Rhodésiens vivent essentiellement au Zimbabwe. 
Dans ce pays où ils sont victimes de nombreuses discriminations, les Blancs zimbabwéens sont expulsés, ce qui fait chuter la population blanche au Zimbabwe, la faisant passer de 260 000 à seulement 30 000 individus de 1975 à 2014,.

## Langues
La plupart des Rhodésiens parlent anglais. Certains parlent afrikaans ou portugais.

## Culture

### Religion

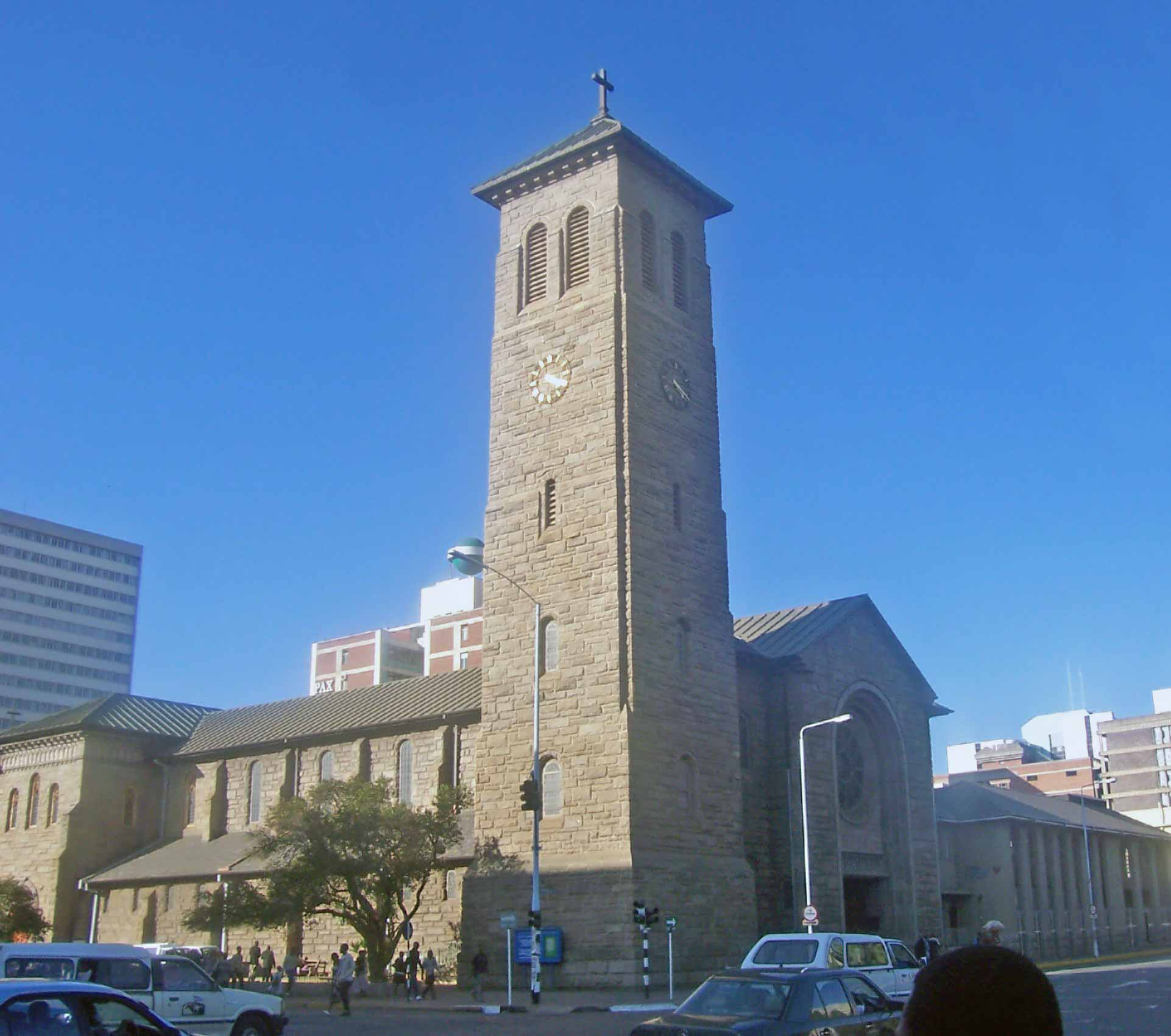
Église anglicane à Harare

Les Rhodésiens sont majoritairement protestants.

### Cuisine
La cuisine zimbabwéenne est très influencée par la cuisine anglaise, l'Angleterre étant l'une des principales régions d'où sont originaires les Blancs zimbabwéens.

### Musique
La musique rhodésienne est très influencée par la musique européenne, notamment la musique britannique. À noter qu'au temps de son existence, l'hymne national la Rhodésie, Rise O Voices of Rhodesia, reprenait l'Ode à la joie de Ludwig van Beethoven.

### Sport
Bon nombre de Blancs jouent ou ont joué pour le Zimbabwe dans l'équipe nationale de rugby à XV, tel que Garth Ziegler.
Le gardien de but Bruce Grobbelaar fut également international zimbabwéen avec l'équipe nationale de football.
La nageuse Kirsty Coventry remporta deux fois la médaille d'or du 200 m dos à Athènes en 2004 et à Pékin en 2008.

## Galerie
Voici quelques Rhodésiens célèbres.

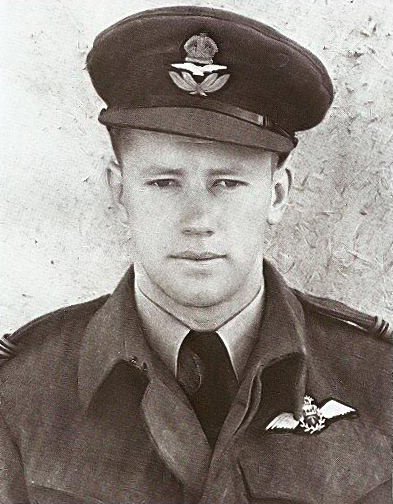
Ian Smith
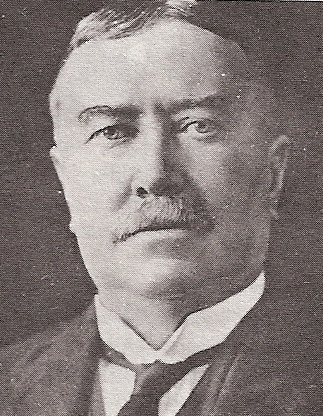
Charles Coghlan
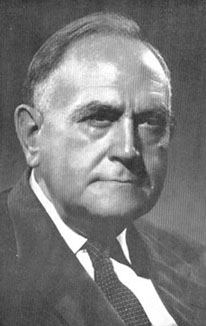
Roy Welensky
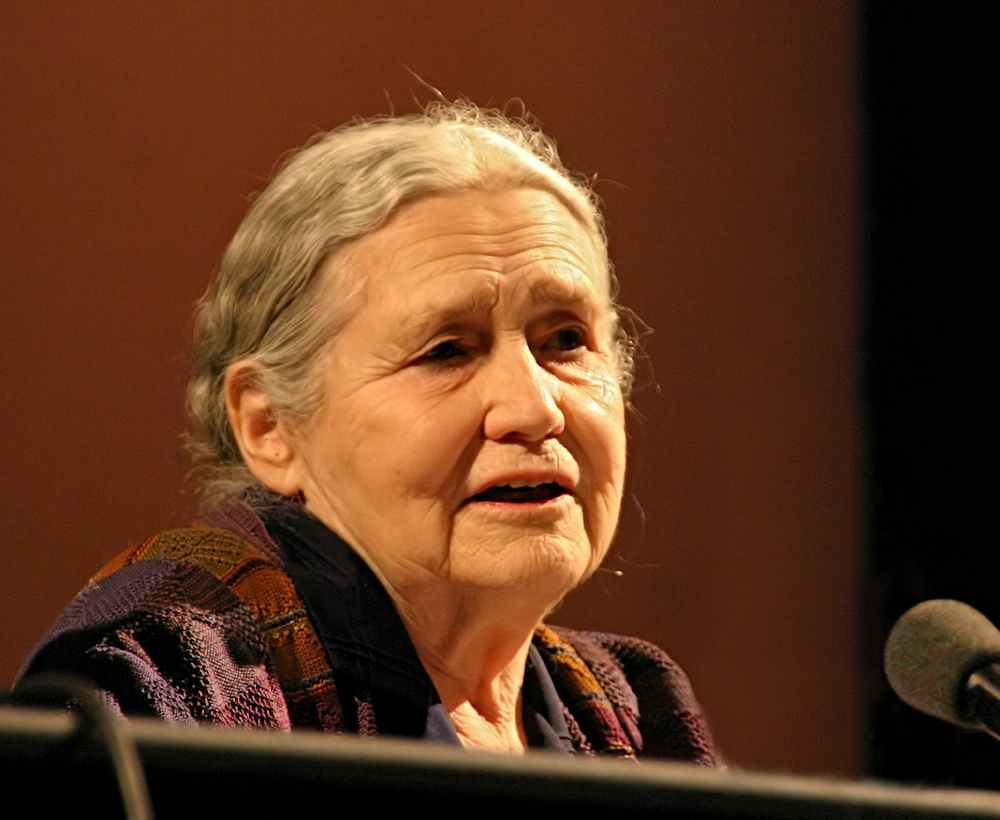
Doris Lessing
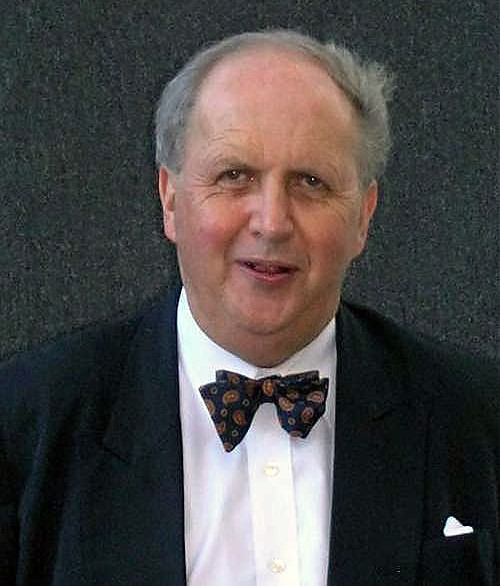
Alexander McCall Smith
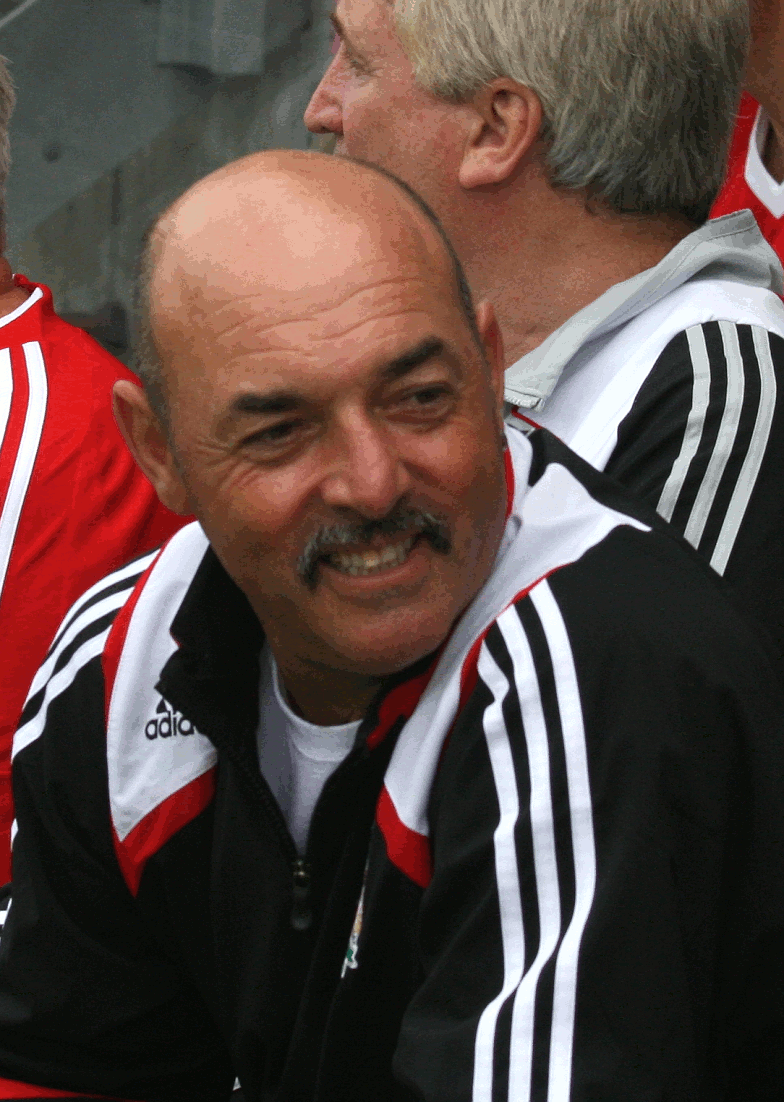
Bruce Grobbelaar
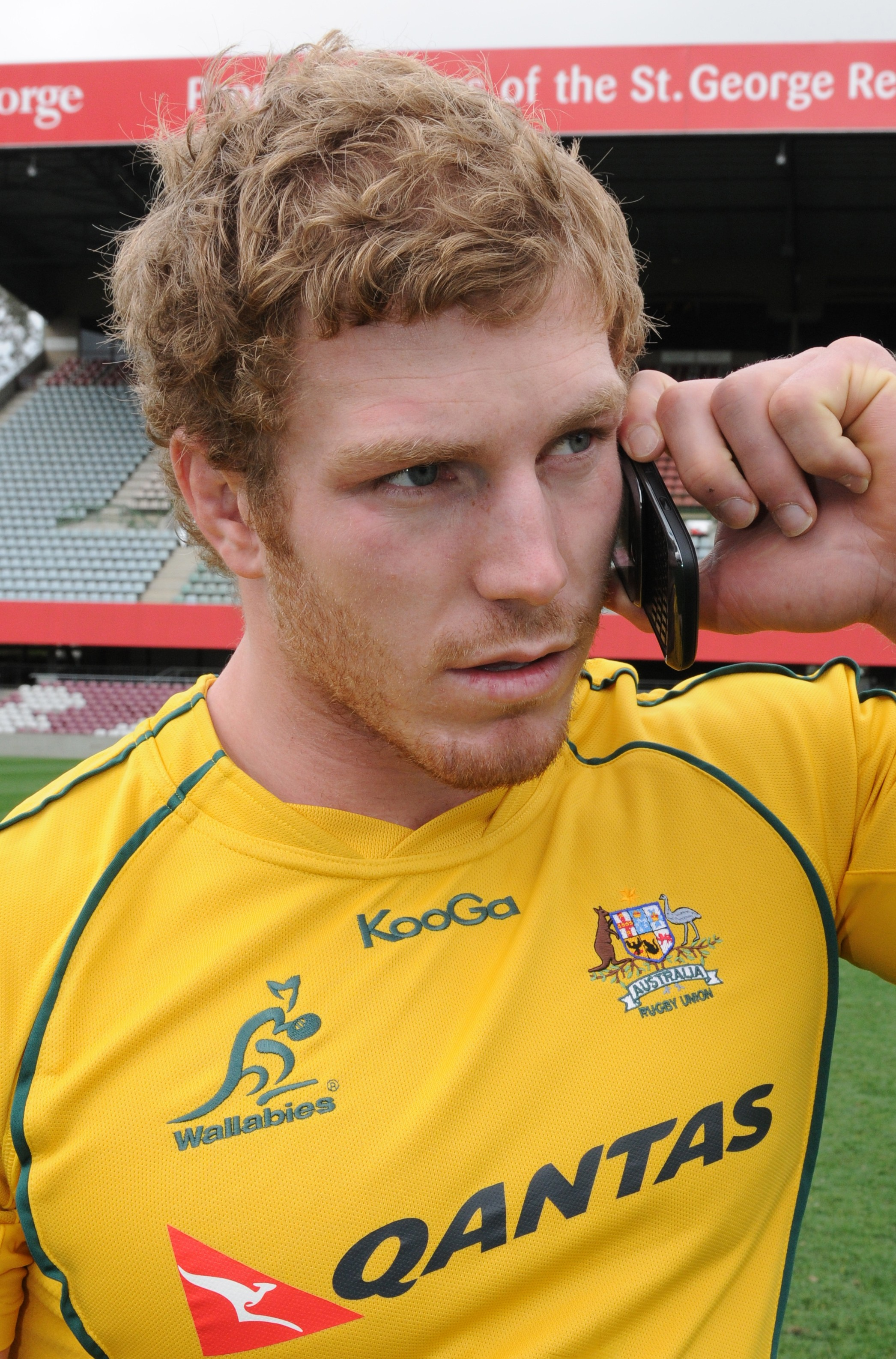
David Pocock
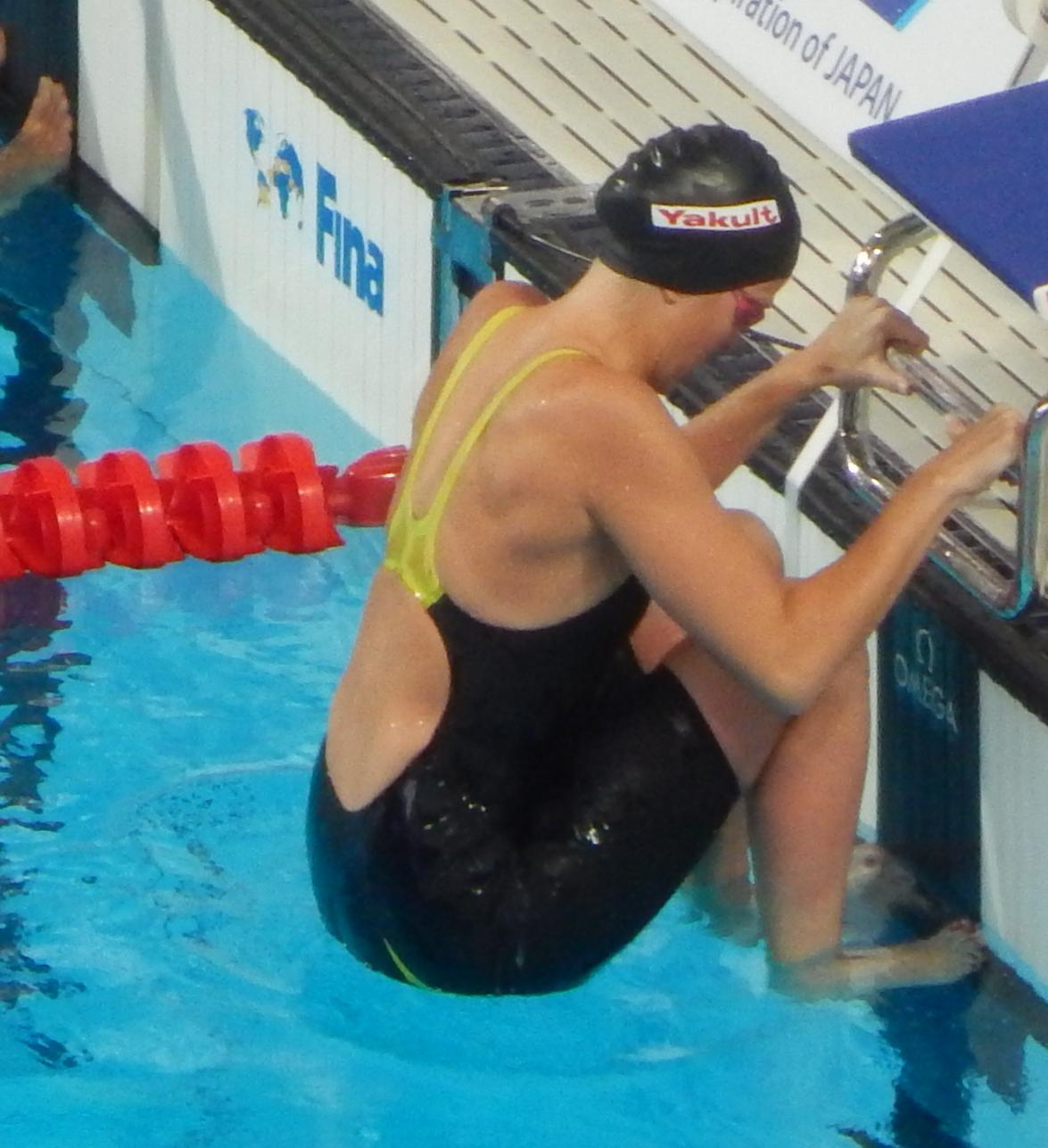
Kirsty Coventry championne olympique et ministre de la jeunesse et des sports du Zimbabwe depuis 2018